# سلطان غازي
سلطان غازي (بالتركية: Sultangazi)‏ هي بلدة ومُديريَّة تقع في ولاية إسطنبول بتركيا. تصل مساحتها إلى 36.24 كم²، وترتفع عن سطح البحر حوالي 50 م.